# أكسل ميي
أكسل ميي (مواليد 6 يونيو 1995) هو لاعب كرة قدم غابوني يلعب كمهاجم في نادي مسيمير القطري.

## روابط خارجية
- أكسل ميي على موقع الاتحاد الدولي (مؤرشف)  (الإنجليزية)
- أكسل ميي على موقع اتحاد تركيا (لاعب) (الإنجليزية)
- أكسل ميي على موقع قاعدة بيانات كرة القدم.إي يو (الإنجليزية)
- أكسل ميي على موقع ناشيونال فوتبول تيمز (الإنجليزية)
- أكسل ميي على موقع Soccerway.com (الإنجليزية)
- أكسل ميي على موقع عالم كرة القدم.نت (الإنجليزية)
- أكسل ميي على موقع أوليمبيديا (الإنجليزية)